# Shopping City Süd
Shopping City Süd je obchodní centrum v Rakousku. Leží na území obcí Vösendorf a Wiener Neudorf necelých 15 km jihozápadně od centra Vídně. Jeho majitelem je společnost Unibail-Rodamco.
Centrum má celkovou plochu 270 000 m² a prodejní plochu 192 500 m², je největší v Rakousku a jedno z největších v Evropě. Nacházejí se v něm přes tři stovky obchodů, pracuje zde okolo 5000 zaměstnanců a ročně jím projde více než 25 milionů návštěvníků. SCS má deset tisíc parkovacích míst, je dostupné po dálnici A2 nebo po železnici Badner Bahn.
Založil je Hans Dujsik a bylo otevřeno 22. září 1976. O rok později zde vznikl první obchod IKEA v Rakousku. Počet zákazníků se zvýšil po otevření hranic v roce 1989, kdy začali přijíždět i Čechoslováci a Maďaři. Po smrti Hanse Dujsika v roce 2003 majetek spravovala nadace a v květnu roku 2007 bylo centrum prodáno Unibail-Rodamco za 607 milionů eur. V roce 2011 se centrum připojilo k Rakouské klimatické alianci a zavázalo se snížit emise oxidu uhličitého o 5300 tun. V letech 2012 až 2014 prošel areál rozsáhlou rekonstrukcí.